# Démographie de la Haute-Savoie
La démographie de la Haute-Savoie est caractérisée par une forte densité et une population jeune qui croît rapidement depuis les années 1950.
Avec ses 849 583 habitants en 2022, le département français de la Haute-Savoie se situe en 26e position sur le plan national.
En six ans, de 2015 à 2021, sa population s'est accrue de près de 47 600 unités, c'est-à-dire de plus ou moins 7 900 personnes par an. Mais cette variation est différenciée selon les 279 communes que comporte le département.
La densité de population de la Haute-Savoie, 193,6 habitants par kilomètre carré en 2022, est deux fois supérieure à celle de la France entière qui est de 107,1 hab./km2 pour la même année.

## Évolution de la population
Le département de la Haute-Savoie, est créé en 1860, formé de la partie nord du duché de Savoie, son chef-lieu est Annecy, ses sous-préfectures sont Bonneville, Saint-Julien-en-Genevois et Thonon-les-Bains.
Sa population est restée relativement stable jusqu'à la fin de la Seconde Guerre mondiale, avant d'exploser, celle-ci ayant presque triplé depuis. 
En 2022, le département comptait 849 583 habitants, en évolution de +6,01 % par rapport à 2016 (France hors Mayotte : +2,11 %).
| 1861    | 1866    | 1872    | 1876    | 1881    | 1886    | 1891    | 1896    | 1901    |
| ------- | ------- | ------- | ------- | ------- | ------- | ------- | ------- | ------- |
| 267 496 | 273 768 | 273 027 | 273 801 | 274 087 | 275 018 | 268 471 | 265 871 | 263 803 |

| 1906    | 1911    | 1921    | 1926    | 1931    | 1936    | 1946    | 1954    | 1962    |
| ------- | ------- | ------- | ------- | ------- | ------- | ------- | ------- | ------- |
| 260 617 | 255 137 | 235 668 | 245 317 | 252 794 | 259 961 | 270 565 | 293 852 | 329 230 |

| 1968    | 1975    | 1982    | 1990    | 1999    | 2006    | 2011    | 2016    | 2021    |
| ------- | ------- | ------- | ------- | ------- | ------- | ------- | ------- | ------- |
| 378 550 | 447 795 | 494 505 | 568 286 | 631 679 | 696 255 | 746 994 | 801 416 | 841 482 |

| 2022    | - | - | - | - | - | - | - | - |
| ------- | - | - | - | - | - | - | - | - |
| 849 583 | - | - | - | - | - | - | - | - |

## Population par divisions administratives

### Arrondissements
Le département de la Haute-Savoie comporte quatre arrondissements. La population se concentre principalement sur l'arrondissement d'Annecy, qui recense 35 % de la population totale du département en 2022, avec une densité de 235,1 hab./km2, contre 24 % pour l'arrondissement de Saint-Julien-en-Genevois, 23 % pour celui de Bonneville et 19 % pour celui de Thonon-les-Bains.
| Arrondissement           | Population(2022) | Variation(2022/2016)                       | Superficie(km2) | Densité(hab./km2) |
| ------------------------ | ---------------- | ------------------------------------------ | --------------- | ----------------- |
| Annecy                   | 294 784          | en évolution de +4,42 % par rapport à 2016 | 1 253,91        | 235,1             |
| Saint-Julien-en-Genevois | 199 838          | en évolution de +7,24 % par rapport à 2016 | 656,31          | 304,5             |
| Bonneville               | 195 821          | en évolution de +4,75 % par rapport à 2016 | 1 527,63        | 128,2             |
| Thonon-les-Bains         | 159 140          | en évolution de +9,14 % par rapport à 2016 | 949,95          | 167,5             |
| Source : Insee.          |                  |                                            |                 |                   |

### Communes de plus de10 000 habitants
Sur les 279 communes que comprend le département de la Haute-Savoie, 88 ont en 2021 une population municipale supérieure à 2 000 habitants, 37 ont plus de 5 000 habitants, onze ont plus de 10 000 habitants et trois ont plus de 25 000 habitants : Annecy, Annemasse et Thonon-les-Bains.
Les évolutions respectives des communes de plus de 10 000 habitants sont présentées dans le tableau ci-après.
| Commune                  | Population(2022) | Variation(2022/2016)                        | Superficie(km2) | Densité(hab./km2) |
| ------------------------ | ---------------- | ------------------------------------------- | --------------- | ----------------- |
| Annecy                   | 131 272          | en évolution de +3,84 % par rapport à 2016  | 66,93           | 1 961,3           |
| Annemasse                | 37 595           | en évolution de +7,29 % par rapport à 2016  | 4,98            | 7 549,2           |
| Thonon-les-Bains         | 37 689           | en évolution de +7,28 % par rapport à 2016  | 16,21           | 2 325             |
| Cluses                   | 17 366           | en évolution de −0,03 % par rapport à 2016  | 10,46           | 1 660,2           |
| Sallanches               | 17 041           | en évolution de +7,16 % par rapport à 2016  | 65,87           | 258,7             |
| Rumilly                  | 16 082           | en évolution de +5,32 % par rapport à 2016  | 16,89           | 952,2             |
| Saint-Julien-en-Genevois | 15 925           | en évolution de +13,39 % par rapport à 2016 | 10,59           | 1 503,8           |
| Bonneville               | 13 320           | en évolution de +4,59 % par rapport à 2016  | 27,15           | 490,6             |
| La Roche-sur-Foron       | 11 239           | en évolution de −4,71 % par rapport à 2016  | 17,94           | 626,5             |
| Passy                    | 10 852           | en évolution de −0,1 % par rapport à 2016   | 80,03           | 135,6             |
| Gaillard                 | 11 054           | en évolution de −0,88 % par rapport à 2016  | 4,02            | 2 749,8           |
| Source : Insee.          |                  |                                             |                 |                   |

## Unités urbaines
La Haute-Savoie comporte plusieurs unités urbaines, dont les principales sont les suivantes :
|                | CodeInsee | Unité urbaine       | Nombre decommunes(2018) | Population(2022) |
| -------------- | --------- | ------------------- | ----------------------- | ---------------- |
| 1              | 74601     | Annemasse           | 35                      | 197 150          |
| 2              | 74601     | Annecy              | 14                      | 184 530          |
| 3              | 74502     | Cluses              | 18                      | 94 112           |
| 4              | 74501     | Thonon-les-Bains    | 13                      | 82 619           |
| 5              | 00465     | Sallanches          | 12                      | 46 242           |
| 6              | 74303     | Fillière            | 7                       | 20 648           |
| 7              | 74302     | Rumilly             | 2                       | 18 349           |
| 8              | 74301     | Chamonix-Mont-Blanc | 2                       | 12 202           |
| Source : Insee |           |                     |                         |                  |

## Structures des variations de population

### Soldes naturels et migratoires depuis 1968
La variation moyenne annuelle est positive et baisse depuis les années 1970, passant de 2,4 à 1 %.
Le solde naturel annuel qui est la différence entre le nombre de naissances et le nombre de décès enregistrés au cours d'une même année, a baissé, passant de 0,8 à 0,5 %. La baisse du taux de natalité, qui passe de 17,5 à 12 ‰, est en fait compensée par une baisse équivalente du taux de mortalité, qui parallèlement passe de 9,3 à 7,1 ‰.
Le flux migratoire est régresse sur la période courant de 1968 à 2021, le taux annuel passant de 1,6 à 0,5 %. 
| Indicateurs démographiques                       | 1968 à1975 | 1975 à1982 | 1982 à1990 | 1990 à1999 | 1999 à2010 | 2010 à2015 | 2015 à2021 |
| ------------------------------------------------ | ---------- | ---------- | ---------- | ---------- | ---------- | ---------- | ---------- |
| Variation annuelle moyenne de la population en % | 2,4        | 1,4        | 1,8        | 1,2        | 1,4        | 1,5        | 1,0        |
| - due au solde naturel en %                      | 0,8        | 0,6        | 0,7        | 0,7        | 0,6        | 0,6        | 0,5        |
| - due au solde apparent des entrées sorties en % | 1,6        | 0,8        | 1,1        | 0,5        | 0,8        | 0,8        | 0,5        |
| Taux de natalité en ‰                            | 17,5       | 14,8       | 14,4       | 13,8       | 13,1       | 12,8       | 12,0       |
| Taux de mortalité en ‰                           | 9,3        | 8,4        | 7,8        | 7,1        | 6,7        | 6,6        | 7,1        |
| Source : Insee.                                  |            |            |            |            |            |            |            |

### Mouvements naturels sur la période 2014-2022
En 2014, 9 982 naissances ont été dénombrées contre 5 166 décès. Le nombre annuel des naissances a diminué depuis cette date, passant à 9 595 en 2022, indépendamment à une augmentation, mais relativement faible, du nombre de décès, avec 6 339 en 2022. Le solde naturel est ainsi positif et diminue, passant de 4 816 à 3 256.
Pour des raisons techniques, il est temporairement impossible d'afficher le graphique qui aurait dû être présenté ici.

## Densité de population
La densité de population est en augmentation depuis 1968, en cohérence avec l'augmentation de la population.
En 2021, la densité était de 191,8 hab./km2.
| 1968 |  | 86.3 |  |

| 1975 |  | 102.1 |  |

| 1982 |  | 112.7 |  |

| 1990 |  | 129.5 |  |

| 1999 |  | 144.0 |  |

| 2010 |  | 168.2 |  |

| 2015 |  | 180.9 |  |

| 2021 |  | 191.8 |  |

## Répartition par sexes et tranches d'âges
La population du département est plus jeune qu'au niveau national.
En 2021, le taux de personnes d'un âge inférieur à 30 ans s'élève à 35,3 %, soit au-dessus de la moyenne nationale (35,1 %). À l'inverse, le taux de personnes d'âge supérieur à 60 ans est de 22,7 % la même année, alors qu'il est de 26,6 % au niveau national.
En 2021, le département comptait 413 767 hommes pour 427 715 femmes, soit un taux de 50,83 % de femmes, légèrement inférieur au taux national (51,61 %).
Les pyramides des âges du département et de la France s'établissent comme suit.
| Hommes | Classe d’âge | Femmes |
| ------ | ------------ | ------ |
| 0,6    | 90 ou +      | 1,4    |
| 5,9    | 75-89 ans    | 7,9    |
| 14,2   | 60-74 ans    | 15,3   |
| 20,7   | 45-59 ans    | 20,3   |
| 21,8   | 30-44 ans    | 21,4   |
| 17,4   | 15-29 ans    | 15,6   |
| 19,5   | 0-14 ans     | 18     |

| Hommes | Classe d’âge | Femmes |
| ------ | ------------ | ------ |
| 0,7    | 90 ou +      | 1,9    |
| 7,0    | 75-89 ans    | 9,5    |
| 16,6   | 60-74 ans    | 17,5   |
| 20,0   | 45-59 ans    | 19,5   |
| 18,8   | 30-44 ans    | 18,3   |
| 18,3   | 15-29 ans    | 16,7   |
| 18,6   | 0-14 ans     | 16,7   |

## Répartition par catégories socioprofessionnelles
La catégorie socioprofessionnelle des professions intermédiaires est surreprésentée par rapport au niveau national. Avec 18,2 % en 2021, elle est 3,8 points au-dessus du taux national (14,4 %). La catégorie socioprofessionnelle des retraités est quant à elle sous-représentée par rapport au niveau national. Avec 22,9 % en 2021, elle est 3,9 points en dessous du taux national (26,8 %).
| Catégorie socioprofessionnelle                    | 2015    | 2015 | 2021    | 2021 | Détails de l'année 2021 | Détails de l'année 2021 | Détails de l'année 2021            | Détails de l'année 2021            | Détails de l'année 2021            |
| Catégorie socioprofessionnelle                    | Nb      | %    | Nb      | %    | Hommes                  | Femmes                  | Part en % de la population âgée de | Part en % de la population âgée de | Part en % de la population âgée de |
| Catégorie socioprofessionnelle                    | Nb      | %    | Nb      | %    | Hommes                  | Femmes                  | 15 à 24 ans                        | 25 à 54 ans                        | 55 ans ou +                        |
| ------------------------------------------------- | ------- | ---- | ------- | ---- | ----------------------- | ----------------------- | ---------------------------------- | ---------------------------------- | ---------------------------------- |
| Agriculteurs exploitants                          | 2 963   | 0,5  | 3 122   | 0,5  | 2 459                   | 663                     | 0,1                                | 0,6                                | 0,4                                |
| Artisans, commerçants, chefs d'entreprise         | 30 059  | 4,7  | 33 255  | 4,8  | 23 105                  | 10 150                  | 1,1                                | 6,8                                | 3,4                                |
| Cadres et professions intellectuelles supérieures | 59 231  | 9,3  | 70 180  | 10,2 | 41 102                  | 29 078                  | 1,8                                | 16,0                               | 4,9                                |
| Professions intermédiaires                        | 111 957 | 17,5 | 125 076 | 18,2 | 57 781                  | 67 295                  | 10,3                               | 27,7                               | 7,3                                |
| Employés                                          | 114 297 | 17,9 | 116 055 | 16,9 | 30 268                  | 85 787                  | 17,7                               | 23,1                               | 7,7                                |
| Ouvriers                                          | 92 246  | 14,4 | 92 465  | 13,5 | 73 591                  | 18 874                  | 14,9                               | 18,5                               | 5,7                                |
| Retraités                                         | 146 703 | 22,9 | 156 944 | 22,9 | 71 197                  | 85 747                  | 0,0                                | 0,1                                | 63,7                               |
| Autres personnes sans activité professionnelle    | 81 845  | 12,8 | 89 642  | 13,1 | 35 473                  | 54 169                  | 54,2                               | 7,2                                | 6,9                                |
| Ensemble                                          | 639 301 | 100  | 686 740 | 100  | 334 976                 | 351 763                 | 100                                | 100                                | 100                                |
| Sources : Insee,.                                 |         |      |         |      |                         |                         |                                    |                                    |                                    |